# European Science and Environment Forum
L'European Science and Environment Forum (ESEF), fondé en 1994 et disparu en 2005, est un think tank et lobby conservateur et climato-dénialiste britannique, secrètement lié aux industries du tabac et du pétrole dont il diffuse les narratifs contestant la nocivité du tabagisme passif et la réalité du réchauffement climatique anthropique. Il se présente comme un rassemblement de scientifiques visant à « informer le public sur les débats scientifiques ». 

## Histoire et activités

### Fondation
L'European Science and Environment Forum (ESEF) est fondé en 1994 par les Britanniques Roger Bate (en) (Institute of Economic Affairs) et John Emsley (Imperial College London) ainsi que par le Néerlandais Frits Böttcher (Global Institute for the Study of Natural Resources), avec pour objet d'« informer le public sur les débats scientifiques » et pour sujet initial le réchauffement climatique,.
Selon un article publié en 2000 par Elisa Ong et Stanton Glantz (en) dans The Lancet et un ouvrage de 2002 des journalistes Sheldon Rampton et John Stauber, la création de l'ESEF, initialement sous le nom Scientists for Sound Public Policy, est envisagée par le cigarettier Philip Morris aidé des agences de relations publiques APCO Associates (en) et Burson-Marsteller afin de reproduire en Europe le lobbying mené aux États-Unis par l'Advancement of Sound Science Center (TASSC), un organisme fondé par Philip Morris pour nier les dangers du tabagisme passif,. L'ESEF publie ainsi un communiqué commun avec le TASSC en 1997. Toutefois, d'après le journaliste de The Ecologist Brendan Montague, la création de l'ESEF ne procède pas d'une initiative de l'industrie pétrolière, mais bien de son fondateur Roger Bate, qui démarche ensuite les groupes pétroliers pour obtenir des fonds.
Selon une enquête journalistique néerlandaise de 2020, fondée sur les archives personnelles de Frits Böttcher, le troisième cofondateur de l'ESEF, la création de ce dernier intervient après que Böttcher a proposé sans succès en 1993 à l'entreprise pétrolière Shell de créer une structure européenne qui s'inspire du think tank américain George C. Marshall Institute.

### Activités
Dès sa création, l'ESEF publie des ouvrages climato-sceptiques.
En mars 1996, l'organisme s'attaque au Groupe d'experts intergouvernemental sur l'évolution du climat (GIEC), dont le deuxième rapport vient d'être publié, qu'il accuse de vouloir « imposer un consensus » sur le réchauffement climatique, le cofondateur de l'ESEF John Emsley contestant la conclusion du GIEC selon laquelle l'activité humaine à une influence discernable sur le climat ; le GIEC est la cible d'attaques similaires du lobby Global Climate Coalition,.
L'ESEF met par ailleurs en doute les risques pour la santé du tabagisme passif ; l'organisme attaque ainsi la position de l'Organisation mondiale de la santé sur le sujet en 1998. L'organisme, afin de répondre aux préoccupations des industriels de plusieurs secteurs vis-à-vis de la réglementation européenne, sans pour autant apparaître défendre ceux-ci, s'oppose aux tentatives de protection de la santé publique et de l'environnement en questionnant plus largement les notions de risque et de principe de précaution, notamment dans l'ouvrage What Risk? Science, Politics and Public Health publié en 2000, dont l'un des chapitres met en doute le facteur de risque du tabac dans la survenue des cancer du poumon, et dans les publications de Bill Durodié, contributeur prolifique de l'ESEF.

### Disparition
L'existence juridique de l'ESEF cesse en 2005. Il est absorbé par la fondation climato-dénialiste néerlandaise Heidelberg Appeal Nederland.

## Financements
L'ESEF affirme ne pas accepter de financements et fonctionner grâce aux revenus générés par la vente de ses publications. Ces dernières permettent un financement discret par des industriels ; ainsi, l'achat de plus d'un millier d'exemplaires de The Global Warming Debate par Global Climate Coalition, BP, Texaco et d'autres industriels en mai 1996 rapporte à l'ESEF 17 000 £. À la fin des années 1990, il reçoit également des financements de l'industrie du tabac : des documents internes de British American Tobacco datés de 1998 et 1999 indiquent que celui-ci lui verse plus d'une centaine de milliers de livres (en même temps qu'aux thinks tanks Social Affairs Unit (en) et Cato Institute). Enfin, Frits Böttcher reçoit des financements d'une vingtaine d'entreprises, dont Shell, qui profitent en partie à l'ESEF,.